# Południowe delta Akwarydy
Południowe delta Akwarydy, (Południowe δ Akwarydy, SDA) – rój meteorów aktywny od 12 lipca do 19 sierpnia. Jego radiant znajduje się w gwiazdozbiorze Wodnika cztery stopnie na zachód od gwiazdy δ Wodnika. Maksimum roju przypada na 28 lipca, jego aktywność jest wysoka, a obfitość roju wynosi 20 meteorów/h. Prędkość meteorów z roju wynosi 41 km/s. Południowe delta Akwarydy są rojem związanym z grupą komet muskających Słońce należących do rodziny Krachta lub Machholza.
Podwyższoną aktywność Południowych delta Akwaryd zarejestrowano w 1934 roku, gdy obserwowano 34 meteory w ciągu godziny. Rój ten krąży wokół Słońca po bardzo mocno eliptycznej orbicie, zbliżając się do niego sześciokrotnie bliżej niż Merkury i co z tym się wiąże rozgrzewają się do temperatury ponad 1000 K.
Rój Południowych delta Akwaryd wchodzi w skład tzw. kompleksu Akwarydów – Kaprikornidów. Tworzy go kilka rojów z radiantami umiejscowionymi w gwiazdozbiorach Wodnika i Koziorożca : niewidoczne w Polsce Piscis Austrinidy (PAU) oraz Południowe delta Akwarydy (SDA), alfa Kaprikornidy (CAP), Południowe jota Akwarydy (SIA), Północne delta Akwarydy (NDA) i Północne jota Akwarydy (NIA) – według kolejności występowania.